# لويس كورمان
لويس كورمان (بالفرنسية: Louis Corman)‏ هو طبيب نفسي وطبيب فرنسي، ولد في 1901 في روبيه في فرنسا، وتوفي في 13 أبريل 1995 في نانت في فرنسا.